# Stycznik

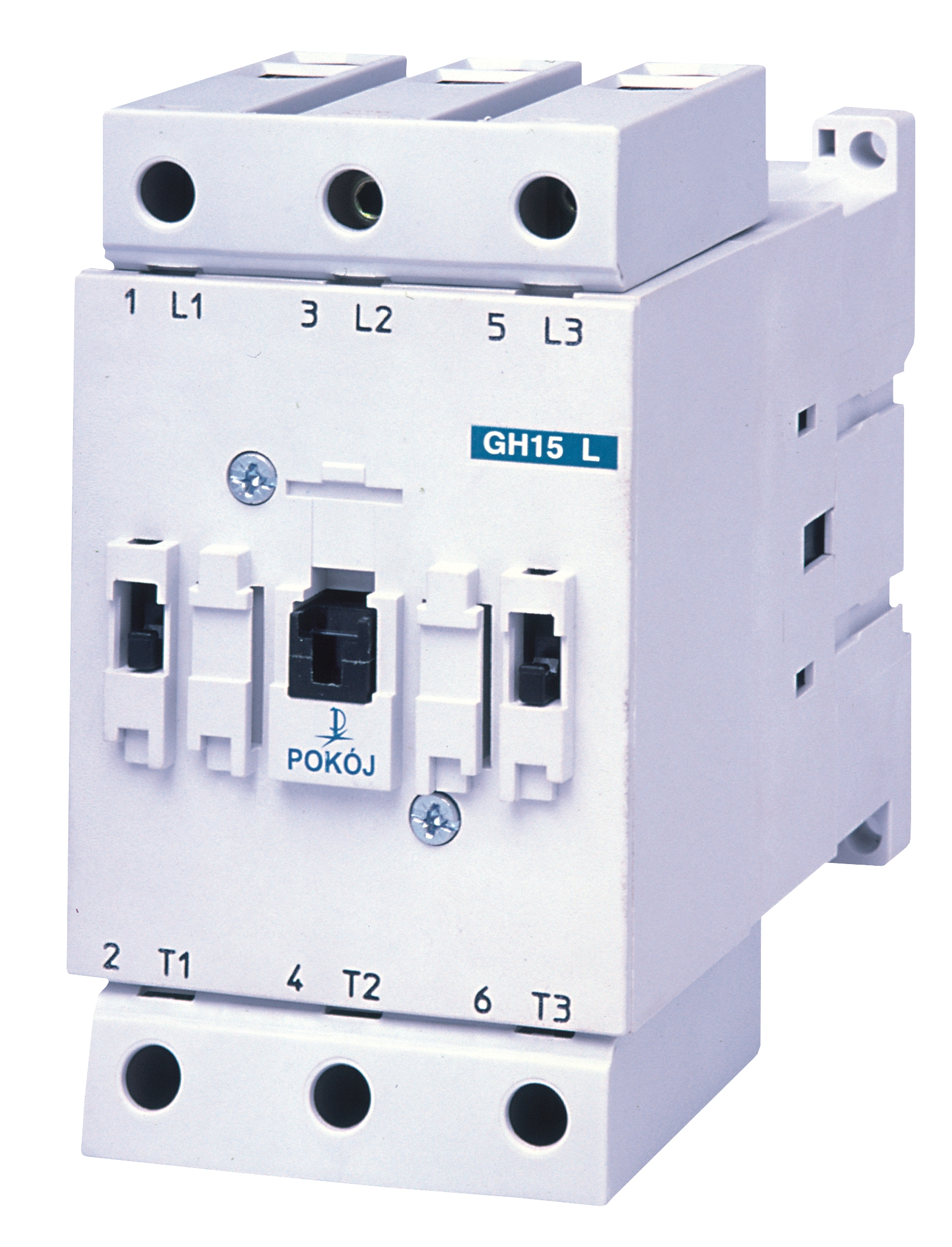
Stycznik z modułem styków pomocniczych (na płycie czołowej, umożliwiają montaż np. łączników pomocniczych lub zatrzasku pozycji stycznika)

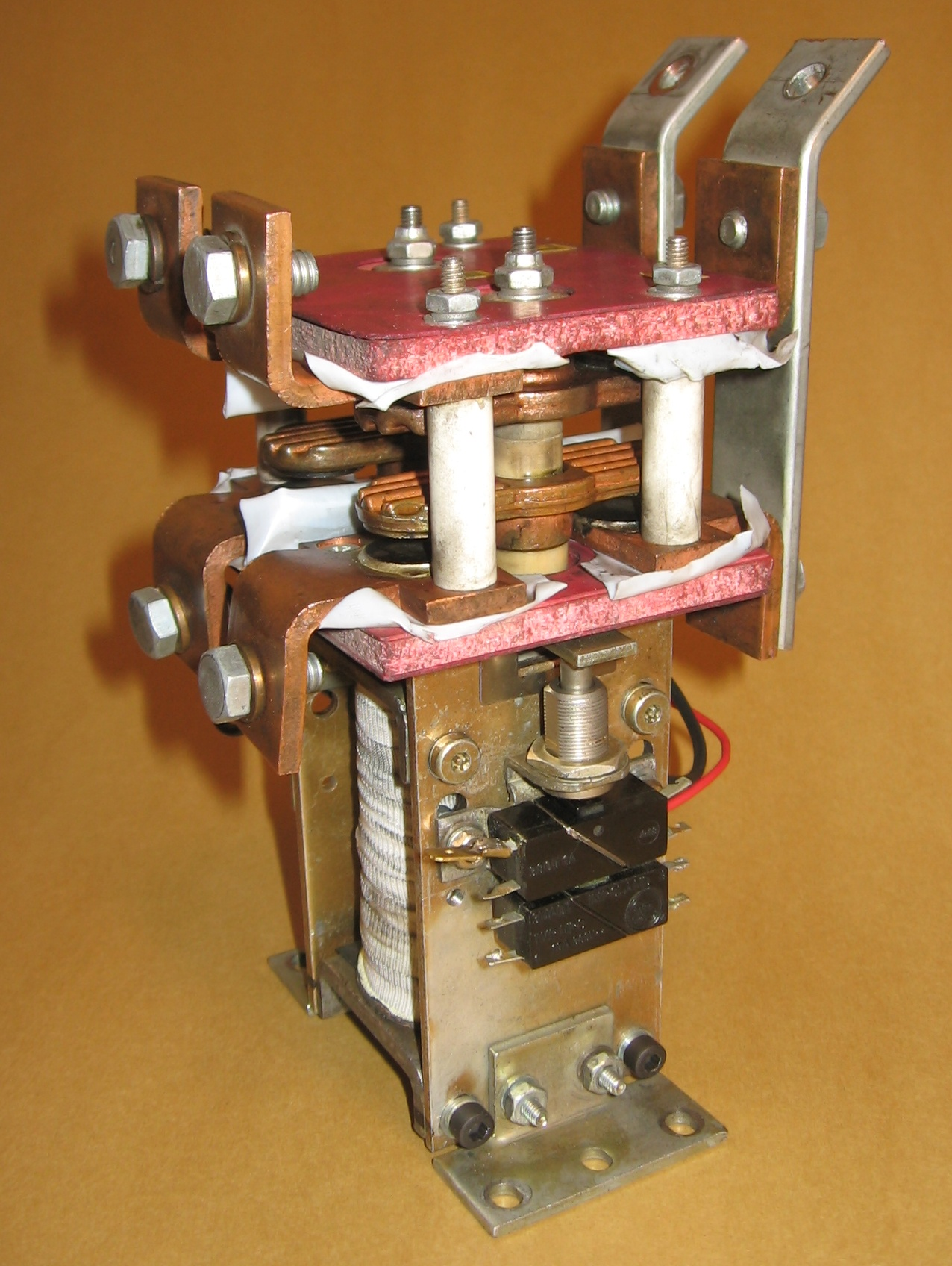
Stycznik przemysłowy, włączający prądy ponad 100A, z widocznymi stykami pomocniczymi

Stycznik – elektryczny łącznik mechanizmowy, przestawiany w sposób inny niż ręczny, o tylko jednym położeniu spoczynkowym styków ruchomych, zdolny do załączania, wyłączania i przewodzenia prądu w normalnych warunkach pracy obwodu, a także przy przeciążeniach.
Styczniki pozwalają na zmechanizowanie procesów załączania i wyłączania wybranych urządzeń elektrycznych. To poprawia ich wydajność i żywotność, a także minimalizuje ryzyko pojawienia się awarii i zwiększa bezpieczeństwo użytkownika.

## Konstrukcja
Stycznik cechuje się dużą trwałością mechaniczną oraz dużą częstością łączeń, przy stosunkowo małych wymiarach, niewielkiej masie i wysokiej pewności działania. 
Stycznik zbudowany jest z następujących elementów:
- izolacyjna podstawa stycznika
- rdzeń nieruchomy
- cewka stycznika
- zwora ruchoma elektromagnesu
- styk nieruchomy
- styk ruchomy
- styki zwierne i rozwierane, umieszczone w torach prądowych pomocniczych
- sprężyny stykowe zapewniające docisk styków
- komory gaszeniowe łuku elektrycznego

Obecnie większość producentów oferuje wiele akcesoriów do styczników tj.:

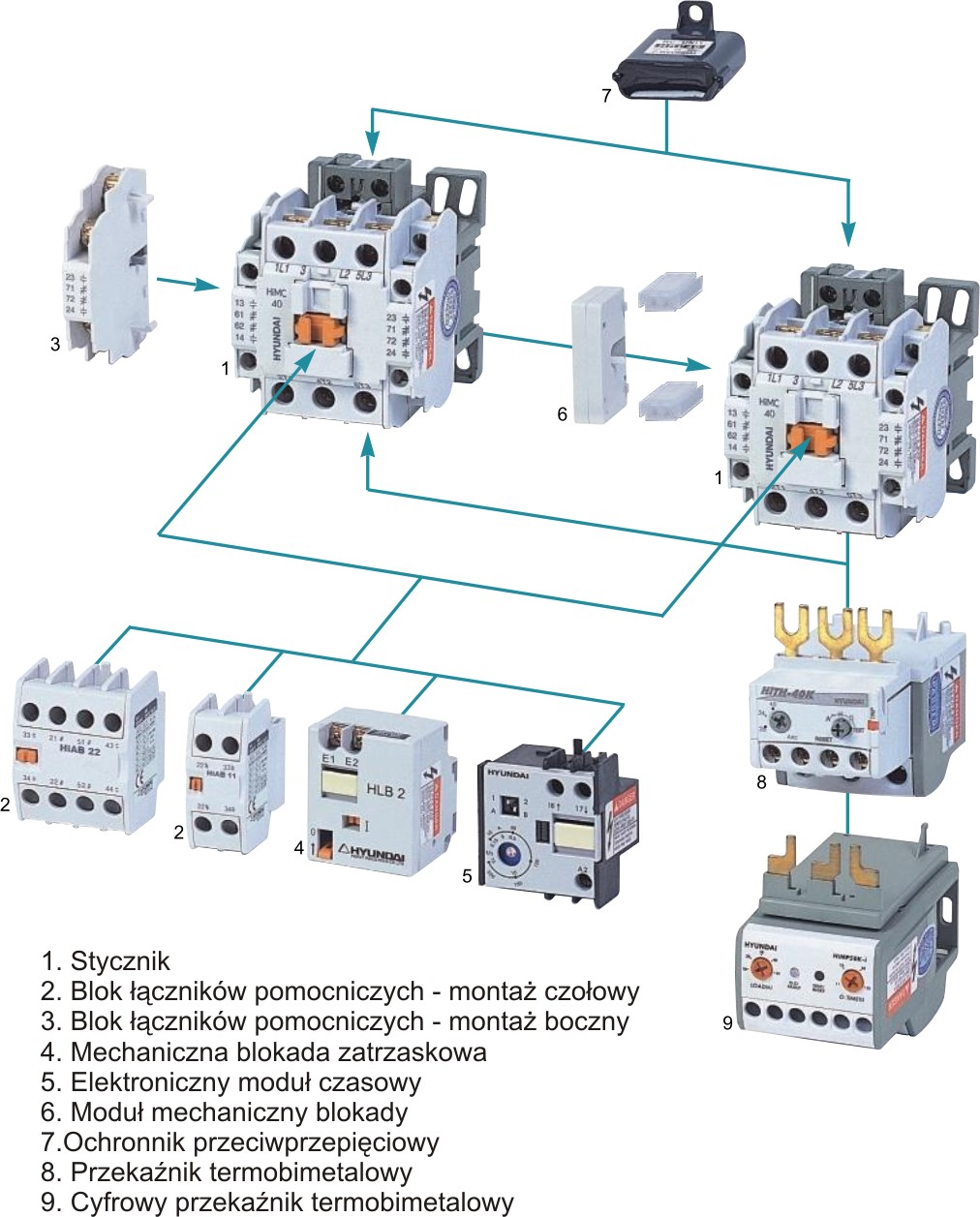
Akcesoria do styczników

- Bloki styków pomocniczych (można za ich pomocą podłączyć np. sygnalizator)
- Mechaniczne blokady zatrzaskowe (utrzymują stan stycznika)
- Elektroniczne moduły czasowe (wyłączają, bądź włączają stycznik, w określonej sytuacji np. po 5 minutach od włączania)
- Moduły mechanicznych blokad
- Ochronniki przeciwprzepięciowe
- Przekaźniki termobimetalowe
- Cyfrowe przekaźniki termobimetalowe

## Zastosowanie
Załączanie:
- obwodów silnikowych
- urządzeń modułowych
- grzałek
- pomp
- syren
- lamp
- wentylatorów
- większych styczników

## Zalety i wady styczników

### Zalety
- Styczniki mają spore możliwości łączeniowe w obciążeniach pojemnościowych i indukcyjnych
- Posiadają możliwość podłączania akcesoriów zwiększających funkcjonalność np. styki pomocnicze, wyzwalacze czasowe
- Zapewniają separację galwaniczną pomiędzy obwodem styków a obwodem cewki

### Wady
- Prądy rozruchowe oraz indukcyjność cewki (dotyczy szczególnie większych styczników) mogą wymagać zastosowania elementu pośredniczącego np. przekaźnik lub mniejszy stycznik.
- Czas przełączenia styku stycznika jest dłuższy niż w przypadku przekaźnika. Styczniki (z wyjątkiem cichych), podczas pracy są zdecydowanie głośniejsze niż przekaźniki.
- W porównaniu z przekaźnikami - podczas wymiany styczników zawsze trzeba odłączyć przewody (przekaźniki można montować w podstawce).

## Różnica pomiędzy stycznikiem a przekaźnikiem
Styczniki jak i przekaźniki działają na takiej samej zasadzie – poprzez załączenie przekazują dalej sygnał. Zależnie od konstrukcji może to być na przykład sygnał prądowy albo napięciowy. Zasadnicza różnica polega na tym, że stycznikami nazywa się urządzenia do załączania układów silnoprądowych, podczas gdy przekaźnikami takie urządzenia, które załączają (czyli przekazują) sygnały niskoprądowe lub sygnały o potencjale zerowym.  Innymi słowy stycznikami załącza się urządzenia elektryczne takie jak na przykład silniki elektryczne. Przekaźniki natomiast stosowane są do podawania sygnałów sterujących przykładowo do lub od sterowników PLC. Styczniki elektromagnetyczne, z uwagi na inne przeznaczenie, charakteryzują się zwykle większymi gabarytami od przekaźników elektromagnetycznych. Zestyki przekaźników mają stosunkowo niewielką obciążalność prądową (prąd roboczy zestyków zwykle wynosi od 1 do 10 A, a napięcie cewki 12V lub 24V). Dlatego przekaźnik jest wyposażony w znacznie mniejszy elektromagnes niż stycznik, a styki nie mają dodatkowych urządzeń do gaszenia łuku. Trwałość przekaźnika jest bardzo wysoka (do kilkudziesięciu milionów łączeń). 
Układami stycznikowo-przekaźnikowymi nazywa się takie układy, w których styczniki są elementami wykonawczymi (włączają i wyłączają w odpowiedniej chwili odpowiednie obwody robocze), przekaźniki natomiast sterują pracą styczników powodując wzbudzanie cewek styczników w zależności od określonych czynników – np. czasu, prędkości itp.